# クロアチア＝スラヴォニア王国

クロアチア＝スラヴォニア王国
Kraljevina Hrvatska i Slavonija (クロアチア語)
Háromegy Királyság Horvátország és Szlavónia (ハンガリー語)
Dreieiniges Königreich Kroatien und Slawonien (ドイツ語)

国歌: Gott erhalte Franz den Kaiser（ドイツ語）
神よ、皇帝フランツを守り給え
オーストリア＝ハンガリー帝国におけるクロアチア＝スラヴォニア王国（17）

クロアチア＝スラヴォニア王国（クロアチア＝スラヴォニアおうこく、クロアチア語: Kraljevina Hrvatska i Slavonija; ハンガリー語: Horvát-Szlavón Királyság; オーストリアドイツ語：Königreich Kroatien und Slawonien）は、名目上の自治王国であり、オーストリア＝ハンガリー帝国内で憲法上定義された別個の政治国家であった。首都はザグレブ。
1868年にクロアチア王国とスラヴォニア王国を統合する形で誕生し、ハンガリー王冠領に属していた。クロアチア＝スラヴォニア王国は「国の特徴」を備えた幅広い内部自治権を与えられていたが、税や軍事などの重要な項目はハンガリー王国が実権を有していた。国内ではクロアチア＝スラヴォニア及びダルマチア三位一体王国、または単に三位一体王国とも呼ばれ、オーストリア帝冠領に属していたダルマチア王国の領有を主張していた。リエカ追加条項として知られる1868年の和解で紛糾したリエカ市はコルプス・セパラトゥムとされ、法的にはハンガリーが領有していたものの、クロアチア＝スラヴォニアとハンガリーが共同で管理していた。
クロアチア＝スラヴォニア王国は、クロアチア、スラヴォニア、ダルマチア王位を有し、継承に際してサボルがこれを承認したオーストリア皇帝によって支配された。皇帝はクロアチアとスラヴォニアのバンを任命し、バンがサボルを主宰していた。1918年10月21日、カール1世（クロアチア王としてはカール4世）は帝国三分令を発布した。これは翌日ハンガリー側で承認され、全クロアチア王冠領は統一された。1週間後の1918年10月29日にはサボルがスロベニア人・クロアチア人・セルビア人国の独立を宣言し、クロアチア＝スラヴォニア王国は消滅した。

## 名称

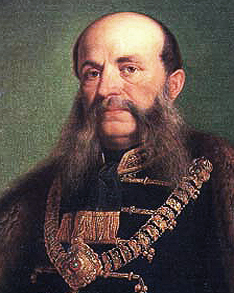
1873年から1880年まで王国のバンであったイヴァン・マジュラニッチ。

王国は、公式には「クロアチア＝スラヴォニア及びダルマチア三位一体王国」と称し、オーストリア帝冠領ダルマチア王国の領有を歴史的権利に基づき主張していた。ハンガリー王国政府もハンガリー王冠領の拡大を企図してこの主張を支持していたが、オーストリア＝ハンガリー帝国の下でクロアチア＝スラヴォニア王国とダルマチア王国が統一されることはなかった。ハンガリー王冠領におけるクロアチア＝スラヴォニア王国の政治的地位を規定するナゴドバ法の第53条によると、バンの正式名称は「ダルマチア王国、クロアチア及びスラヴォニア王国のバン」であった。帝国の各機関が異なる形式の称号を用いるのみならず、同じ機関内でもある機関に対して異なる命名基準を使用していた。たとえば、ウィーンの帝国裁判所と王立裁判所がクロアチアのバンをハンガリー王国の高官（ラテン語：Barones Regni）として扱う際に使用される形式は、「クロアチア王国・ダルマチア及びスラヴォニアのバン」である。しかし、裁判所がクロアチア王国とスラヴォニア王国の最高官を挙げる場合、称号は「クロアチア・スラヴォニア及びダルマチアのバン」（スラヴォニアをダルマチアの前に置き、「王国」を省略）という形式になる。クロアチア＝スラヴォニア王国で可決された法律では、「ダルマチア・クロアチア及びスラヴォニア王国」という文言が使用されていた。
ハンガリー語では、クロアチアはHorvátországと呼ばれ、スラヴォニアはSzlavóniaと呼ばれる。統合されたクロアチア＝スラヴォニア王国の政体は、Horvát-SzlavónKirályságという正式名称で知られていた。名称の短縮形はHorvát-Szlavónországであり、まれにHorvát-Tótországであった。
ダルマチアに言及する順序は、ナゴドバ法のクロアチア語版とハンガリー語版で異なる順序であったために論争の的となった。

## 歴史
クロアチア＝スラヴォニア王国は、前身のクロアチア王国とスラヴォニア王国が統合される形で1868年に成立した。1745年の時点でスラヴォニア王国の民政全権がクロアチア王国に移管され、スラヴォニア王国はハンガリー王冠領としてハンガリー王国とクロアチア王国の支配下に置かれたが、形式的には1868年まで存続していた。疑義の残る選挙で選出されたサボル (クロアチア議会)が1868年にナゴドバ法（クロアチア＝ハンガリー和解、クロアチア＝ハンガリー合意、1868年のハンガリー＝クロアチア妥協とも）と呼ばれるハンガリー＝クロアチア連合憲法に署名し、クロアチア王国及びスラヴォニア王国のハンガリーへの従属を確認した。ナゴドバ法の後に新たにに成立したクロアチア＝スラヴォニア王国には、現在のクロアチアとセルビアの一部（スレム東部）が含まれていた。
アウスグライヒの後、新体制で唯一残った未解決の問題はクロアチアの地位であり、これはハンガリー議会とサボル（クロアチア＝スラヴォニア議会）の間で問題となっている憲法上の問題の共同制定による構成に関して、両議会が合意に達した際に解決されるものとされた。ハンガリーとクロアチアの間で到達したナゴドバ法のクロアチア語版の正式名称は、「トランシルヴァニアと合同するハンガリー王国と、ダルマチア・クロアチア及びスラヴォニア王国間の和解」であった。対してハンガリー語版では「ハンガリー議会とクロアチア・スラヴォニア及びダルマチア議会間の和解」であり、ハンガリーもクロアチア・ダルマチア及びスラヴォニアも王国という形式では書かれず、トランシルヴァニアにも言及されていなかった。両言語版とも皇帝の裁可を受け、ナゴドバ法の第69条および第70条に従い、どちらも憲法上重要な国家の基本法となった。
この妥協により、ハンガリー＝クロアチア連合議会（ハンガリーとクロアチア＝スラヴォニアの合同議会。成立当初のクロアチア＝スラヴォニアの議席は29であったが、1881年以降は40議席となった。）が軍事、金融、海（海事）法、商法、貿易法及び鉱業法、そして商業、税関、電信、郵便局、鉄道、港湾、海運、及びハンガリーとクロアチア＝スラヴォニア双方に関係する道路および河川の一般問題に関する問題を司った。
そうした事柄と類似して、公共の利益が存在しない社会や、またパスポート、辺境警察、市民権及び帰化に関する問題や、行商を含む貿易問題についての立法は合同で行われていたが、その行政はクロアチア＝スラヴォニア王国が単独で行っていた。市民権はクロアチア＝スラヴォニアで「ハンガリー＝クロアチア市民権」と名付けられていた。そしてこの合同統治のために、クロアチア-スラヴォニアの総歳入の55％が合同財務省（合同ハンガリー＝クロアチア財務省）に割り当てられていた。
1881年7月15日、クロアチア＝スラヴォニア王国はクロアチア軍政国境地帯とスラヴォニア軍政国境地帯を王国に編入し、国土は倍増した。
クロアチア＝スラヴォニア王国は、第一次世界大戦末期にオーストリア＝ハンガリー帝国から独立を宣言した。1918年10月29日の、スロベニア人・クロアチア人・セルビア人国である。しかし国際社会には認められず、同年12月1日にセルビア王国に合流することにより、セルビア人・クロアチア人・スロベニア人王国を形成した。セルビア人・クロアチア人・スロベニア人王国は、1918年から1922年までに郡に分割され、1922年から1929年の間に州へと分割された。1929年に国名がユーゴスラビア王国となると、旧クロアチア＝スラヴォニア王国領のほとんどがサヴァ州（サヴァ・バノヴィナ）の一部となり、1939年にクロアチア自治州となった。

## 政府と政治

### 政治的地位
1867年のアウスグライヒでオーストリア＝ハンガリー帝国が誕生した。アウスグライヒの下ではオーストリア、ハンガリーそれぞれが別々の議会（オーストリア帝国議会とハンガリー国会）を有し、別々の法律を持っていた。また、帝国内の各地域には独自の首相が率いる各自の政府があった。 全帝国政府（共通の帝国）は、ウィーンの皇帝と外務、防衛、財政の共通大臣（common minister）で構成されていた。アウスグライヒはクロアチア王国及びスラヴォニア王国のハンガリーとの8世紀に渡る歴史的な関係を確認し、オーストリア帝冠領にあったダルマチアとイストリアをダルマチア王国とイストリア辺境伯領として残し、クロアチア人地域の分断を永続させることを決定した。
皇帝フランツ・ヨーゼフ1世の言によって、ハンガリー王国とクロアチア王国の間でナゴドバ法が成立し、クロアチアはハンガリー王冠領での特別な地位を得て、内政に関する自治権を獲得した。クロアチアのバンは、ハンガリーの首相が率いるクロアチア＝ハンガリー合同政府によって指名され、ハンガリー王（オーストリア皇帝が兼位）によって任命された。ハンガリーとクロアチアが共同で管理した分野には、金融、通貨、商業政策、郵便、鉄道が含まれていた。クロアチア語はクロアチア政府の公用語となり、クロアチア＝ハンガリー国会でクロアチア語を話すことを許可された。それ以前は共同管理の分野について話し合うクロアチア人の代表者がいた。また、ハンガリー政府内にクロアチア諸事省が設立された。
ナゴドバはクロアチア＝スラヴォニアに政治的自治の尺度を示したが、実態は大きく変わらず、政治的、経済的にハンガリーへと従属していた。

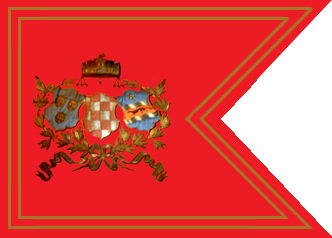
クロアチア＝スラヴォニア王国の初代バン（1868-1871）、レビン・ローチの王立バン典範旗。

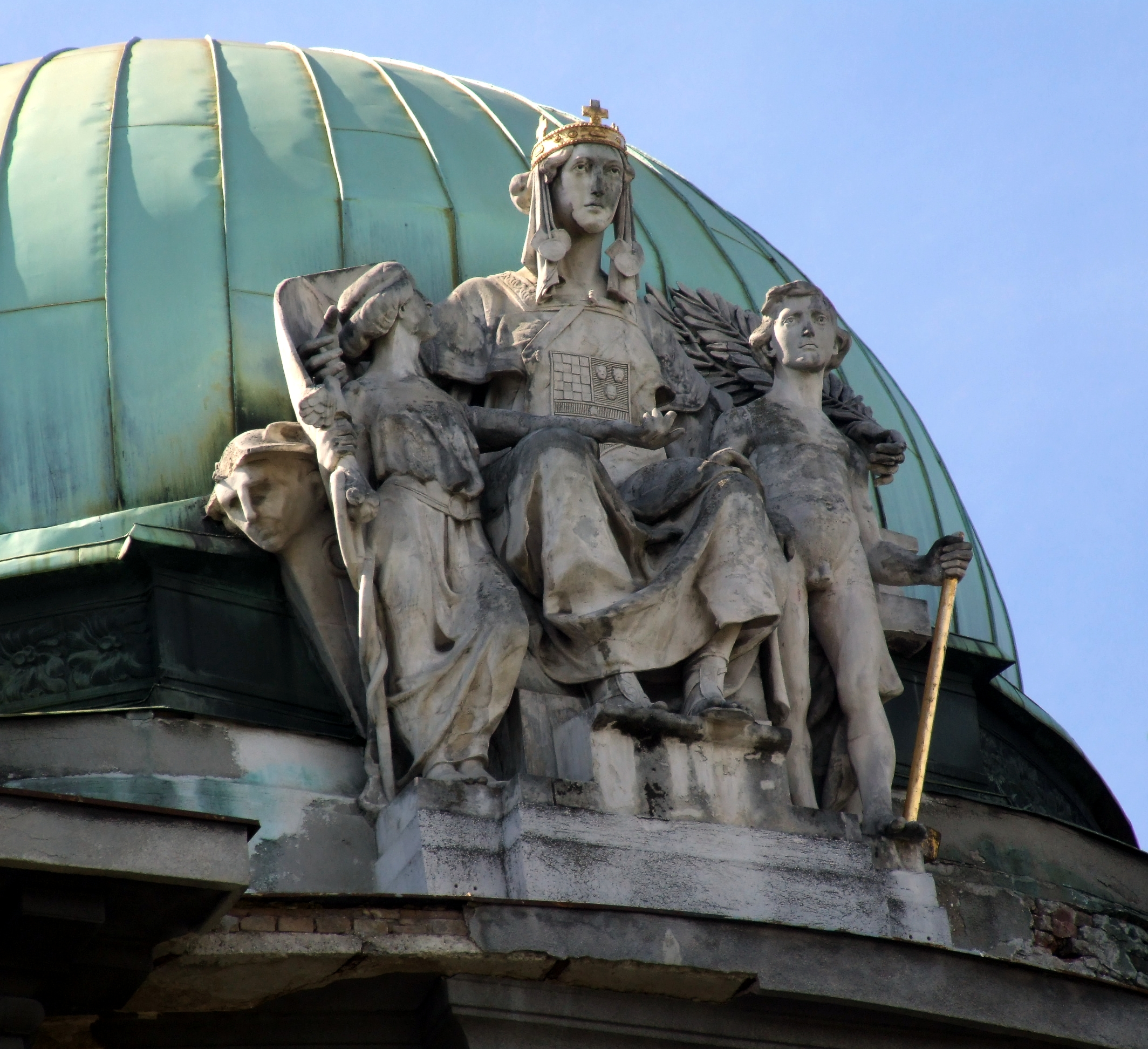
ザグレブにある、クロアチア三位一体王国を象徴する彫刻。

### 議会
クロアチア議会、またはクロアチア＝スラヴォニア＝ダルマチア王立サボル（クロアチア語： Kraljevski Hrvatsko-slavonsko-dalmatinski sabor またはSaborKraljevina Hrvatske、Slavonije i Dalmacije ）は、ナゴドバ法で認められた自治分野の立法権を持っていた。サボルで承認された法案はバンによって署名され、クロアチア＝スラヴォニア国王（オーストリア＝ハンガリー皇帝）の裁可を受けて法となった。国王（皇帝）はサボルで可決されたすべての法案を拒否し、サボルを解散して新しく選挙を行う権限を持っていた。国王がサボルを解散した場合、3か月以内に選挙が行われた。
議会は毎年ザグレブで行われ、国王または国王が特別に任命した委員（通常はバン）によって召集された。一院制であり、選出された88人（1888年）の議員と、44人のクロアチアとスラボニアの貴族（公爵、伯爵、男爵。イギリスの世襲貴族に類似し、1000フォリント（グルデン）の土地税を支払った24歳以上の男性。）、ローマ・カトリック、ギリシャ・カトリックと東方正教会の高官と、クロアチア＝スラボニアの郡知事（veliki župani）からなっていた。初期の任期は3年で、1887年からは5年になった。
サボルはハンガリー議会下院に29人（1881年にクロアチア軍政国境地帯とスラヴォニア軍政国境地帯が再編された後は40人）の議員を選出し、ハンガリー議会の貴族院に2人の議員（1881年からは3人）を選出した。クロアチア＝スラヴォニアの議員は議会でクロアチア語を使用することを許可されていた。
クロアチア＝スラヴォニア王国は、1865年、1867年、1871年、1872年、1878年、1881年、1883年、1884年、1887年、1892年、1897年、1901年、1906年、1908年、1910年、1911年、1913年にサボルの独立選挙を実施した。
議会に代表される主な政党は、人民党（人民自由党）、独立人民党（1880年以降）、クロアチア＝ハンガリー党（人民（国家）憲法党または連合党）（1868年-1873年）、権利党、純粋権利党（1895年以降）、スタルチェビッチの権利党（1908年以降）、セルビア人独立党（1881年以降）、クロアチア人民農民党（1904年以降）、クロアチア・セルビア連合（1905年以降）などであった。

### 自治政府
自治政府または土地政府、正式には「王立クロアチア＝スラヴォニア＝ダルマチア土地政府」（クロアチア語: Zemaljska vlada またはKraljevskahrvatsko–slavonsko–dalmatinska zemaljska vlada ）は、1869年にザグレブに設立された（1869年のクロアチア議会法第2号）。1914年までは3省、その後は4省があった。
- 内務省（クロアチア語: Odjel za unutarnje poslove ）;
- 宗教教育省（クロアチア語: Odjel za bogoštovlje i nastavu ）;
- 司法省（クロアチア語: Odjel za pravosuđe ）。
- 国民経済省（クロアチア語: Odjel za narodno gospodarstvo、1914年に設立。）[32]

クロアチア＝スラヴォニア自治政府の首長はサボルの長官でもあるバンであった。

### バン（首相兼副王）

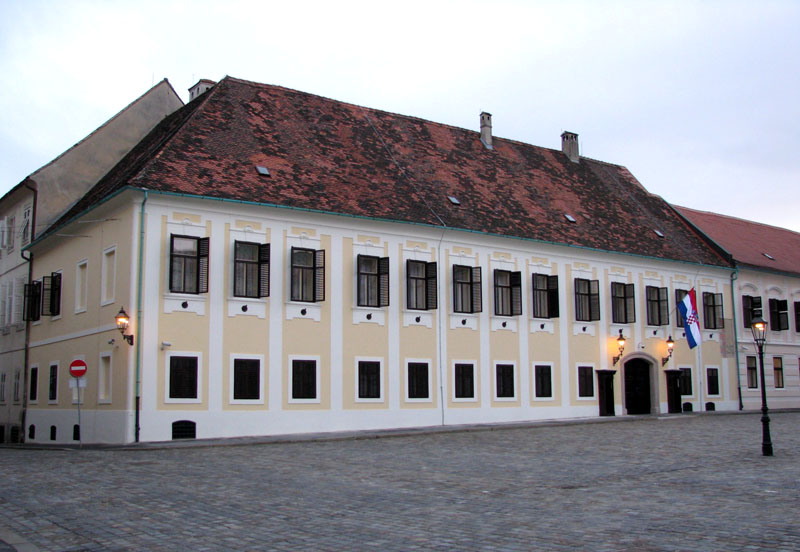
ザグレブにあるクロアチアのバンの宮殿（Banski dvori）。現在はクロアチア政府が置かれている。

バンは、クロアチア＝ハンガリー共同首相の署名の下で行われる提案に基づいて、クロアチア＝スラヴォニア国王（オーストリア＝ハンガリー皇帝）によって任命された。
1868年から1918年までのバンの一覧
- 1868年-1871年：レビン・ローチ・デ・ニェク男爵
- 1871年-1872年：コロマン・ベデコヴィッチ・デ・コモル
- 1872年-1873年： アントゥン・ヴカノヴィッチ（臨時）
- 1873年-1880年：イヴァン・マジュラニッチ
- 1880年-1883年：ラディスラヴ・ペヤチェヴィッチ・デ・ヴィロヴィティツァ伯爵
- 1883年：ヘルマン・ランベルク（臨時）
- 1883年-1903年：カーロイ・クエン＝ヘーデルヴァーリ・デ・ヘーデルヴァール伯爵
- 1903年-1907年：テオドール・ペヤチェヴィッチ・デ・ヴィロヴィティツァ伯爵
- 1907年-1908年： アレクサンダル・ラコドツァイ
- 1908年から1910年：パヴァオ・ローチ・デ・ニェク男爵
- 1910年-1912年：ニコラ・トマシッチ
- 1912年-1913年：スラヴコ・ツヴァイ・デ・イヴァンスカ男爵
- 1913年-1917年：イヴァン・シュケルレッツ・デ・ロムニカ男爵
- 1917年-1918年： アントゥン・ミハロヴィッチ

## 法律
クロアチア＝スラヴォニア王国の最高裁判所は、ザグレブの七卓（「七つの卓」または「七つの裁判所」；クロアチア語：Stol sedmorice、ラテン語：Tabula Septemviralis）と呼ばれていた。七卓に次ぐのはザグレブのバン卓またはバン裁判所（クロアチア語： Banski stol 、ラテン語： Tabula Banalis）と呼ばれるものだった。
1874年から1886年の司法再編（司法権と行政権の完全な分離、裁判官の独立と司法組織に関する法律、1874年の第一審法の裁判所組織（1886年の改正を伴う）、同年の司法権法及び裁判官の懲戒責任（など）、1875年のクロアチアの刑事手続法、同年のクロアチアの刑事手続報道犯罪法）及び1881年のクロアチア軍政国境地帯とスラヴォニア軍政国境地帯の再編。第一審裁判所は大学司法を伴う9つの王立裁判所（クロアチア語：kraljevski sudbeni stolovi。ザグレブ、ヴァラジュディン、ビェロヴァル、 ペトリニャ 、ゴスピッチ、オグリン、ポジェガ、オシエク、ミトロヴィツァに置かれた。刑事裁判や主要な民事裁判を管轄し、旧郡裁判所ないし旧土地裁判所であった。）と約63の王立地方裁判所（クロアチア語： kraljevski kotarski sudovi。主に民事と軽犯罪を管轄した、旧地方行政署、旧司法府ないし旧市裁判所。1人の裁判官がいた。）と地方裁判所（クロアチア語： mjesni sudovi。1875年の地方裁判所及び地方裁判所手続法に従って各自治体に軽微な民事事件の特別法廷として設立され、1人の裁判官がいた）で構成されていた。ザグレブの王立裁判所は、報道犯罪の陪審裁判所でもあった。裁判官は国王によって任命され、裁判官の司法的独立は法的に保証されていた。

## 郡

オーストリア＝ハンガリー帝国におけるクロアチア＝スラヴォニア王国の郡。

1886年にクロアチアのバン、カーロイ・クエン＝ヘーデルヴァーリの統治下で 、クロアチア＝スラヴォニア王国は、8つの郡（županije。comitatusとも）に分けられた。
1. モドルス＝リエカ郡
2. ザグレブ郡
3. ヴァラジュディン郡
4. ビェロヴァル＝クリジェヴツィ郡
5. ヴィロヴィティツァ郡
6. ポジェガ郡
7. スリイェム郡
8. リカ＝クルバヴァ郡

リカ＝クルバヴァは1881年にクロアチア軍政国境地帯がクロアチア＝スラヴォニア王国に編入されて郡になりその後、郡は行政単位として計77の地区（クロアチア語： kotari 、オーストリアのBezirkeに類似）に分割された。都市（ gradovi ）と自治体（ općine ）は地方自治体であった。

## 国旗・国章

### 国旗

「自治の諸事のため」にクロアチア＝スラヴォニア王国で用いられた国旗。中央の国章はこの国旗を含めて様々に描かれ、公式のものはあまり用いられなかった。中でもこの国旗は一般的で、非公式な国旗ではあるものの広く用いられていた。
聖イシュトヴァーンの王冠が描かれた公式な国旗。公式のものでありながら一般的ではなかった。
国章を配さない国旗。市民旗として王国以外でも用いられた。

ナゴドバ法と1867年11月16日のクロアチア王国政府内務省の法令第18,307号によると、
「赤白青のトリコロールはクロアチアとスラヴォニア王国の市民旗であり、クロアチア、スラヴォニア、ダルマチアの国章が統一され、聖イシュトヴァーンの王冠が上にある国章を付けたものは自治で使用するための公式の旗である。前述の市民旗は、すべての人が適切な方法で使用できる。」
「ハンガリー王冠領の共同諸事」の紋章は、ハンガリーとダルマチア、クロアチア及びスラヴォニアの統一紋章で構成されているとも述べられた 。
ただし、国内で使用される旗はいくつかあり、公式に規定された聖イシュトヴァーンのハンガリー王冠を使用する代わりに、非公式の王冠を使用したり、単に王冠を省略したりした。同様に、盾にもいくつかの形式があった。非公式の紋章が好まれ、その広範な使用を理由に1914年11月21日には禁止令が発布された。「クロアチアとスラヴォニアの両王国では国家司法及び政治的に適切でない旗を使用することが慣習となった」と述べられ、国旗関連の法律は強化された。前述した1867年からのクロアチア王国の旗の定義を繰り返し、さらに「警察当局は、この法令の違反を2〜200 Kの罰金、または6時間から14日の逮捕で罰し、許可されていない旗または紋章を没収するものとする」とされた。

### 国章

公式な国章は聖イシュトヴァーンの王冠を有し、クロアチア＝スラヴォニアがハンガリー王冠領であることを示していた。
王冠のない形式。右上がクロアチア、左上がダルマチア、下がスラヴォニアの国章。
非公式な国章。聖イシュトバーン王冠のない紋章のより一般的であった。
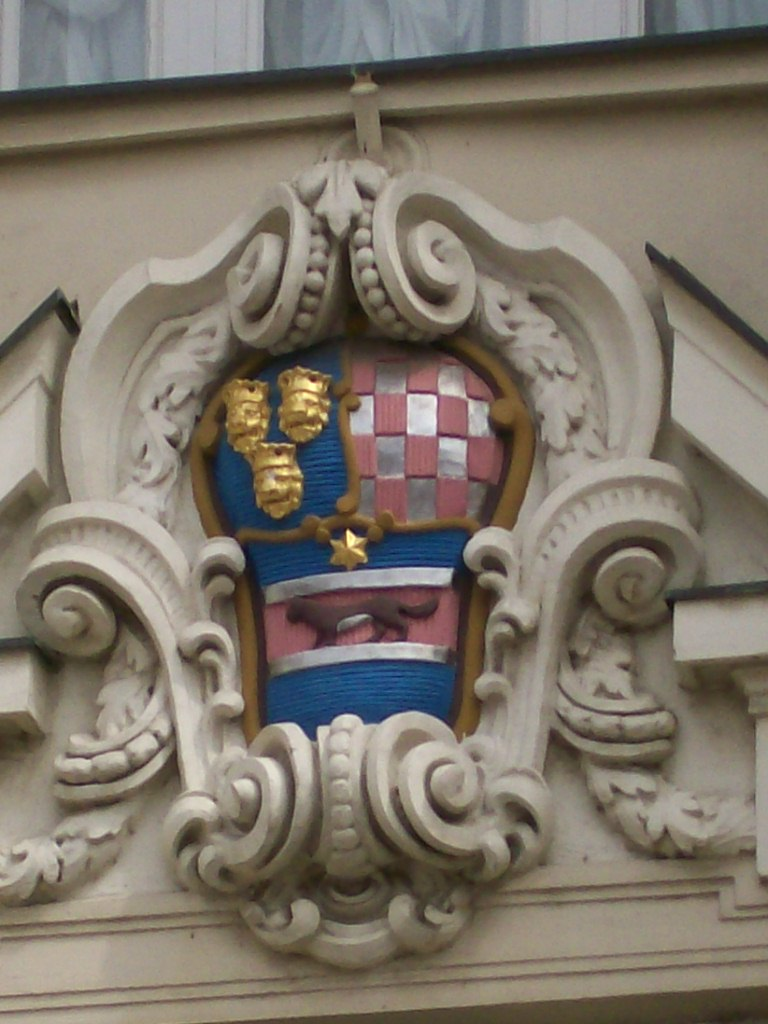
クロアチア議会の建物の上の三重王国の紋章
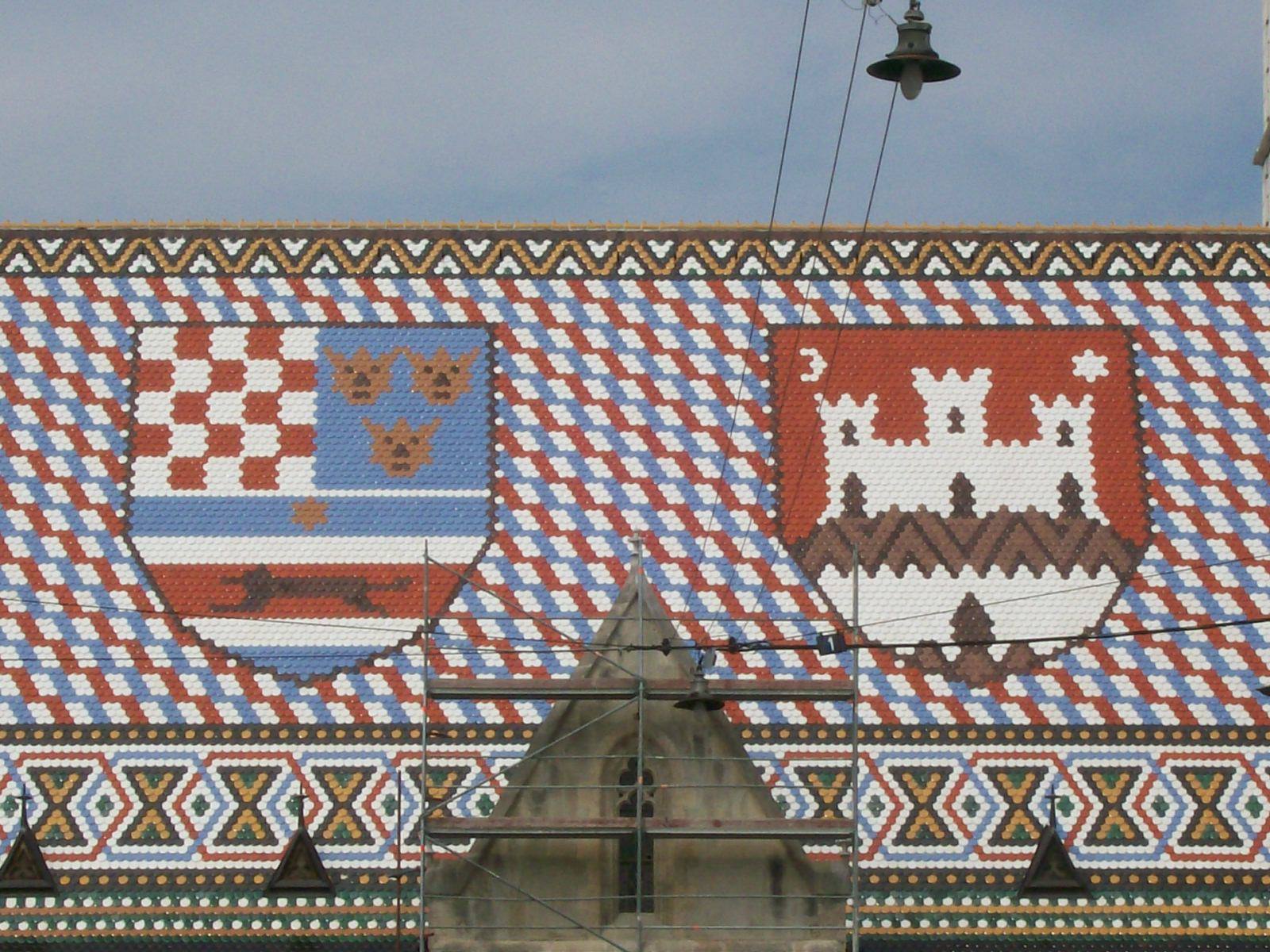
ザグレブの聖マルコ教会の屋根にある三重王国の紋章（左）

## 人口統計

### 民族
1910年の国勢調査では、総人口は2,621,954人であった。
- クロアチア人：1,638,354（62.5％）
- セルビア人：644,955（24.6％）
- ドイツ人：134,078（5％）
- ハンガリー人：105,948（4.1％）
- その他：98,619（3.8％）

以下は1875年のデータである。（軍政国境地帯は含まない） 
- クロアチア人とセルビア人：1,032,000
- ドイツ人：31,700
- ハンガリー人：12,000
- チェコ人とスロバキア人：5,000
- イタリア人：2,000
- スロベニア人：2,000
- その他：2,000

### 宗教
1910年の国勢調査から取得したデータ（ユニエイトは蔑称として用いられることが多かったため現在では使われないが、原典によって表記する）。
- ローマカトリック：1,877,833
- 東方正教会：653,184
- プロテスタント：51,707
- ユニエイト：17,592

### 識字率
1910年の国勢調査によると、クロアチア＝スラヴォニア王国の非識字率は45.9％であり、最も非識字率が高かったのは、ザグレブ、オシエク、ゼムンであった。
| 年     | 非識字率 | 男性   | 女性   | 総人口    |
| ------ | -------- | ------ | ------ | --------- |
| 1880年 | 73.9％   | 67.8％ | 79.9％ | 1,892,449 |
| 1890年 | 66.9％   | 60.1％ | 73.5％ | 2,186,410 |
| 1900年 | 54.4％   | 46.8％ | 61.8％ | 2,416,304 |
| 1910年 | 45.9％   | 37.6％ | 53.7％ | 2,621,954 |

## 軍隊

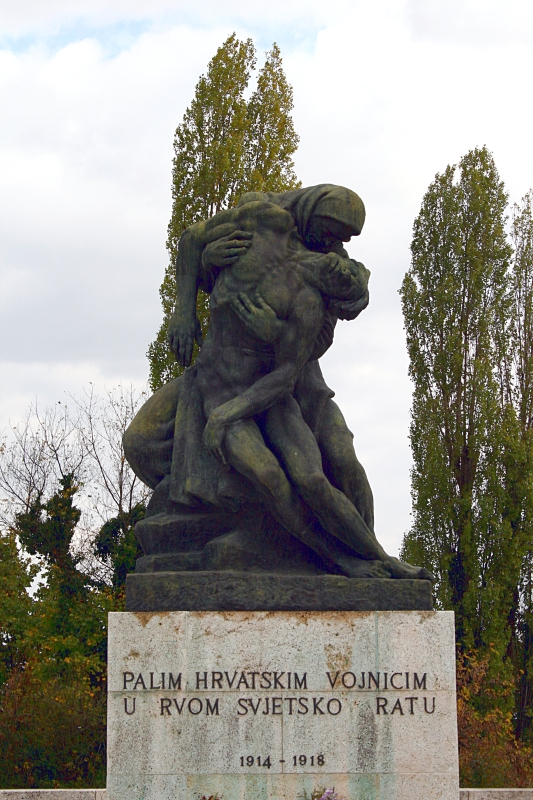
第一次世界大戦で戦ったクロアチア軍兵士の記念碑

クロアチア自衛軍はクロアチア＝スラヴォニア王国の陸軍であった。オーストリア＝ハンガリー帝国軍の著名なクロアチア人には、陸軍元帥のスヴェトザル・ボロイェヴィッチ、オーストリア＝ハンガリー帝国航空軍司令官エミール・ウゼラック、オーストリア=ハンガリー帝国海軍司令官マクシミリアン・ニェゴヴァン、陸軍所属で後にユーゴスラビア元帥およびユーゴスラビア社会主義連邦共和国大統領になったヨシップ・ブロズ・チトーがいた。

## 文化
現在のザグレブ大学は1874年に設立された。ユーゴスラビア科学芸術アカデミー（現在のクロアチア科学芸術アカデミー）とマティツァ・フルヴァツカは、王国の主要な文化施設であり、 1911年にはダルマチア王国の主要な文化施設であるマティツァ・ダルマティンスカがマティツァ・フルヴァツカと合併した。クロアチア＝スラヴォニア王国で最も重要な文化雑誌の1つに「ヴィイェナック」があり、ザグレブのクロアチア国立劇場は1895年に開業し、オシエクのクロアチア国立劇場は1907年に開業した。ザグレブの慈善シスター病院は、王国で最初に設立されたものであった。

## 宗教

### カトリック教会
人口の約75％がローマ・カトリック教徒で、残りの25％が正教徒であった。カトリック教会は王国内に以下の教区を持っていた：
| 教区                                       | クロアチア語の名称                           | 設立   | 大聖堂                               |
| ------------------------------------------ | -------------------------------------------- | ------ | ------------------------------------ |
| ザグレブ大司教区                           | Zagrebačkanadbiskupija                       | 1093年 | ザグレブ大聖堂                       |
| クリジェヴツィ教区（ギリシャ・カトリック） | Križevačkabiskupija （ Križevačkaeparhija ） | 1777年 | クリジェヴツィ聖三位一体大聖堂       |
| スリイェム主教区                           | Srijemska biskupija                          | 4世紀  | ジャコヴォの聖ペテロ・聖パウロ大聖堂 |
| セニ＝モドルス主教区                       | Senjsko-modruškabiskupija                    | 1168   | セニの聖母マリア被昇天大聖堂         |

### ユダヤ教
1890年時点では17,261人のユダヤ人が居住していた。また、1867年にはザグレブ・シナゴーグが建設された。

## 交通
王国で最初に開通した鉄道路線は、1862年に運行を開始したジダニ・モスト-ザグレブ-シサク線であった。その後ザプレシチ-ヴァラジュディン-チャコヴェツ線が1886年に開通し、さらにヴィンコヴツィ-オシエク線が1910年に開通した。

## スポーツ
クロアチアスポーツ協会は、1909年にフラニォ・ブツァルを会長として設立された。オーストリア＝ハンガリーは1896年の初開催以来近代オリンピックに出場しており、オーストリアオリンピック委員会とハンガリーオリンピック委員会は選手の出場権を有していた。また、協会は1912年にナショナルフットボールリーグを組織した。

## 遺産
1918年の第一次世界大戦末期、クロアチア議会はハンガリー＝クロアチア連合議会、クロアチア＝スラヴォニアの両王国とダルマチア王国（ザダルとラストヴォを除く）を廃止してスロベニア人・クロアチア人・セルビア人国の成立を宣言した。しかし国際社会には認められず、同年中にセルビア王国と合流してセルビア人・クロアチア・スロベニア人王国（1929年にユーゴスラビア王国と改称）を形成した。セルビア人・クロアチア人・スロベニア人王国は1918年から1922年の間に郡に分割され、1922年から1929年の間に州に分割された。1929年以後、旧クロアチア＝スラヴォニア王国領のほとんどは、サヴァ州（サヴァ・バノヴィナ）となり、旧ダルマチア王国領のほとんどは沿海州（プリモルスカ・バノヴィナ）となった 。
首相ドラギシャ・ツヴェトコヴィッチ（Dragiša Cvetković）とクロアチア農民党首ヴラトコ・マチェク（Vladko Maček）の間の政治的合意（ツヴェトコヴィッチ＝マチェク合意）と1939年8月24日付の「クロアチア州に関する法令」（ Uredba o Banovini Hrvatskoj ）に基づいて、クロアチア自治州（バノヴィナ・フルヴァツカ）がサヴァ州、沿海州とブルチコ、デルヴェンタ、ドゥブロヴニク、フォイニツァ、グラダチャツ、イロク、シド、トラヴニクの各地区を統合して作られた。